# فهرست شهرهای پرو
فهرست شهرهای پرو.